# Witness to War: Dr. Charlie Clements
Pour plus de détails, voir Fiche technique et Distribution.
Witness to War: Dr. Charlie Clements est un court-métrage documentaire américain, réalisé par Deborah Shaffer et produit par David Goodman , sorti en 1985.
Il a remporté l'Oscar du meilleur court métrage documentaire en 1986.

## Synopsis
Un pilote américain est convaincu par ses expériences durant la guerre du Viêt Nam qu'il doit faire une carrière de médecin afin de soigner les gens plutôt que les tuer. Le film montre en particulier son travail en tant que médecin au Salvador durant le conflit avec le Honduras en 1969.

## Fiche technique
- Réalisation : Deborah Shaffer
- Producteur : David Goodman
- Musique : Hans-Joachim Roedelius
- Durée : 29 minutes
- Date de sortie : octobre 1985

## Distribution
- Charlie Clements (en) : lui-même
- Richard Nixon (images d'archive)

## Distinctions
- 1986 : Oscar du meilleur court métrage documentaire[2].